# Hogereburgerschool

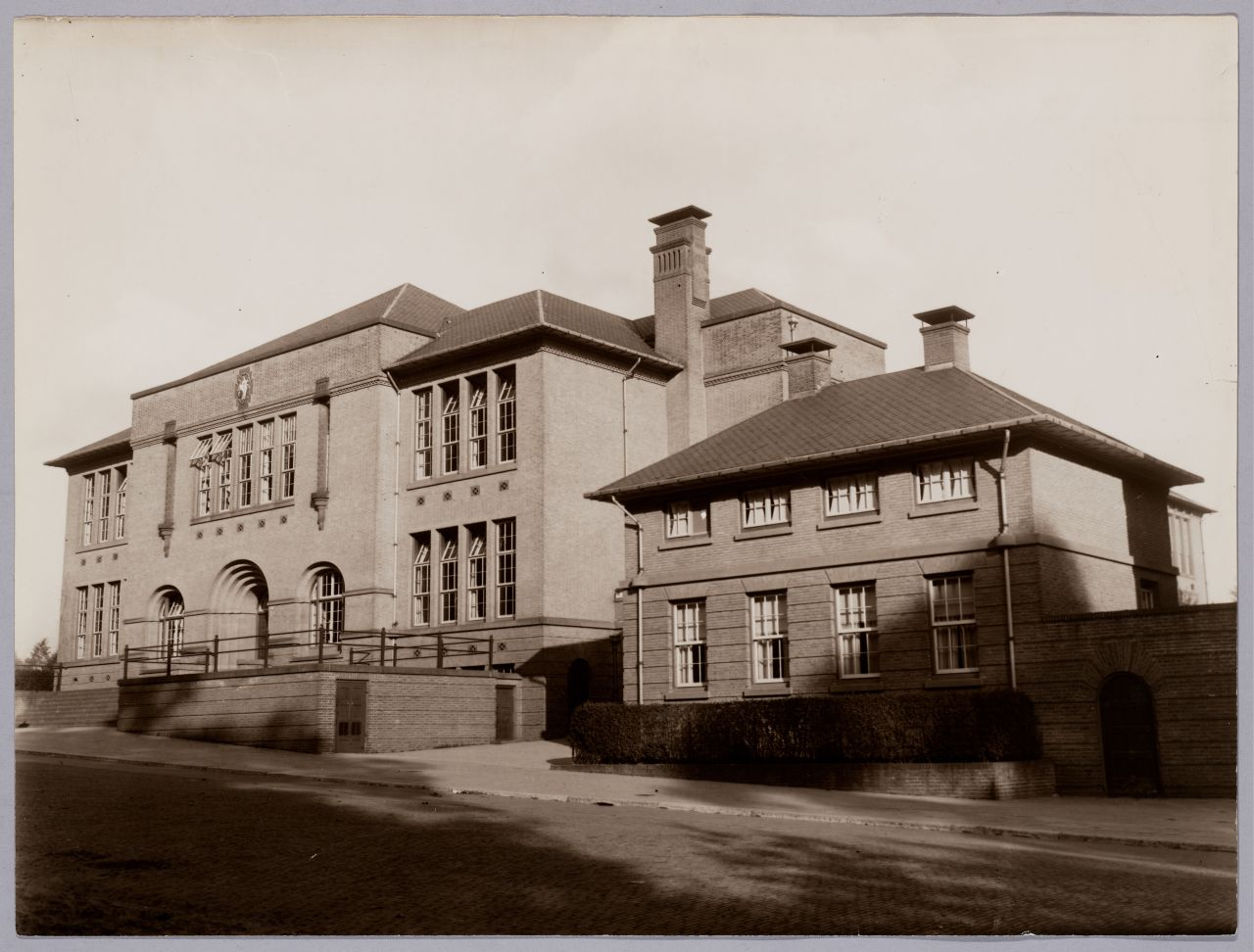
HBS für Mädchen in Arnheim

Die Hogereburgerschool (auch: Hogere Burgerschool; kurz: HBS oder hbs; deutsch wörtlich: „Höhere Bürgerschule“) war in der Zeit von 1863 bis 1974 ein Schultyp in den Niederlanden und den damaligen niederländischen Kolonien, vergleichbar mit einer früheren Höheren Schule in Deutschland, als Bildungseinrichtung des sekundären Bildungsbereichs.
Sie war damit Teil der voruniversitären Ausbildung (heute genannt VWO für niederländisch Voorbereidend Wetenschappelijk Onderwijs; deutsch wörtlich: „Vorbereitende wissenschaftliche Unterweisung“), die in der Regel sechs Jahre im Lebensalter von 12 bis 18 Jahren umfasst. Siehe auch Bildungssystem in den Niederlanden zur heutigen Situation.